# Joseph Blatter
Joseph Blatter (Visp, Suïssa, 10 de març de 1936) és un dirigent de futbol suís, expresident de la Federació Internacional de Futbol Associació (FIFA).
A partir de 1975, Blatter va treballar a la FIFA, primer com a director tècnic (1975–1981), després secretari general (1981–1998), abans de ser elegit com a president de la FIFA el 1998.

## Biografia

### Els primers anys
Va estudiar a Saint-Maurice i Sion a la seva Valais natal. Es diplomà en comerç i economia política a la Facultat de Dret de la Universitat de Lausana, esdevenint director de relacions públiques a l'oficina de turisme de Valais. El 1964 va ser nomenat secretari general de la Federació suïssa d'hoquei gel. El 1970 va entrar a la direcció del Neuchâtel Xamax FC. Va participar en l'organització dels Jocs Olímpics de 1972 i 1976, treballant també com a director tècnic a la FIFA després de deixar la direcció del Neuchâtel Xamax FC, el 1975. El 1981 va ser nomenat Secretari General de la FIFA sota la presidència del brasiler João Havelange i fins al 1998, que va passar a ser-ne el president.
Va jugar a futbol a les categories amateurs de Suïssa, des de 1948 fins a 1971.

## Presidència de la FIFA

#### Eleccions de 1998
L'elecció de Sepp Blatter a la presidència de la FIFA el 1998 davant el president de la UEFA, Lennart Johansson, es va produir enmig de molta polèmica. La candidatura de Blatter l'any 2002 va estar marcada amb rumors d'irregularitats financeres i negocis al darrere, que van culminar amb acusacions directes de suborn, per part d'un tercer, fetes a la premsa britànica per Farra Ado, vicepresident de la Confederació Africana de Futbol i president de la Federació Somalia de Futbol, que va afirmar que se li van oferir 100.000 dòlars per votar per Blatter el 1998.

### Reelecccions

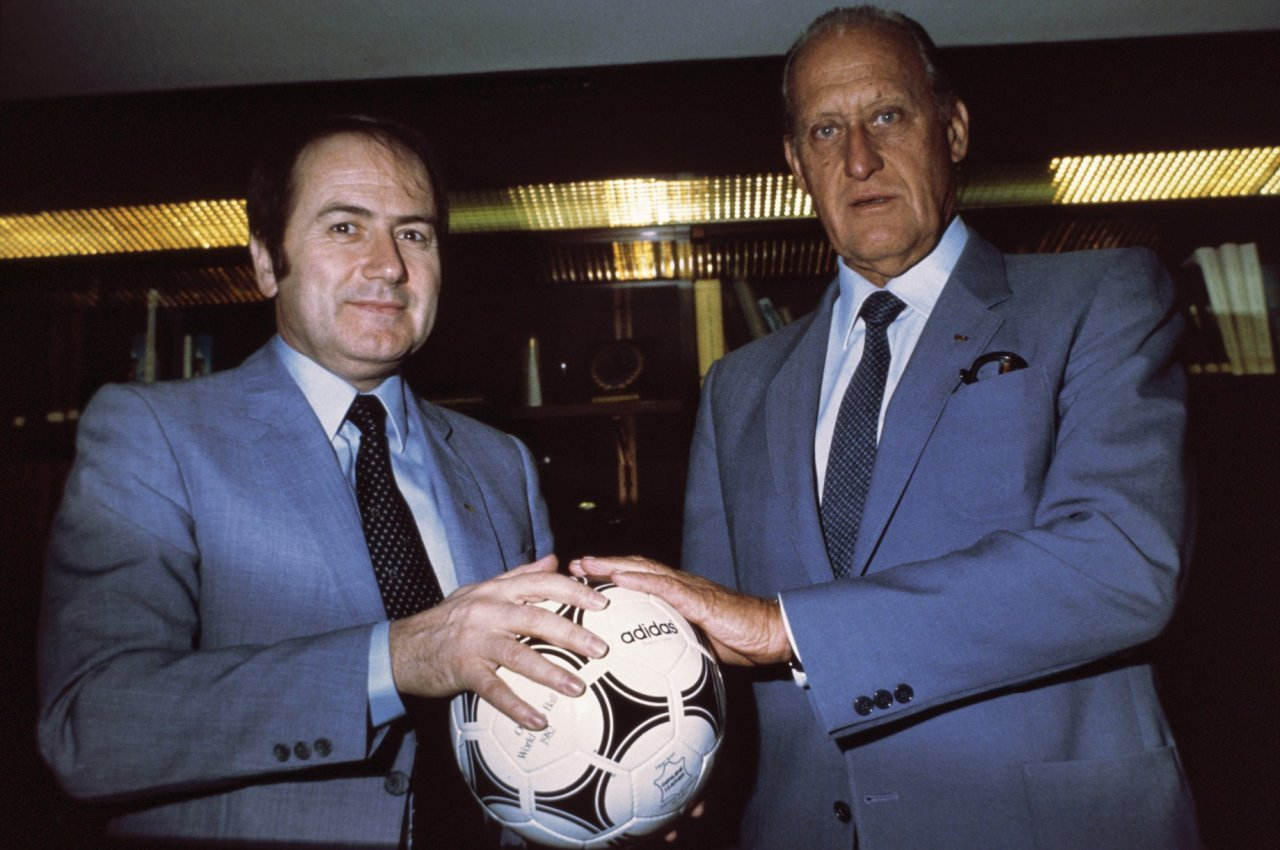
Blatter (esquerra) amb João Havelange, president de la FIFA (abril de 1982).

Va ser reelegit com a cap de la FIFA el 2002, i va ser reelegit sense oposició durant quatre anys més el 31 de maig de 2007, tot i que només 66 dels 207 membres de la FIFA el van proposar.
Blatter va ser interpel·lat públicament, a la Copa del Món de Seül i a la Copa Confederacions de Frankfurt, tant el 2002 com el 2005, a la seva ciutat natal de Visp el 2011, a la cerimònia de lliurament de medalles de la final olímpica de futbol femení de 2012, i a l'obertura del partit de la Copa Confederacions el 2013. Per evitar protestes, no es va pronunciar cap discurs a la Copa del Món de la FIFA 2014.
Blatter i la FIFA sovint es van veure perseguits per controvèrsies i acusacions de corrupció. El seu mandat va provocar controvèrsia sobre les acusacions de mala gestió financera i l'acceptació de suborns que van donar lloc a l'èxit de la candidatura de Qatar a la Copa del Món de 2022.
Blatter ha atret les crítiques dels mitjans de comunicació, de grans figures del futbol i dels jugadors, a causa de declaracions controvertides. Aquests inclouen l'afirmació que els països llatinoamericans aplaudirien John Terry per tenir una relació extramatrimonial i que el racisme al camp es podria corregir amb una encaixada de mans, entre d'altres. També va rebre crítiques a la classificació de la Copa del Món de la FIFA 2014, quan va interrompre un un minut de silenci per l'expresident sud-africà Nelson Mandela, que va morir el dia abans, després d'onze segons. Michael van Praag, el president de la Royal Dutch Football Association, va qualificar el seu comportament d'absurd i va expressar l'esperança que Blatter no fos reelegit el 2015.
Com a president de la FIFA, va dir després del Mundial de Sud-àfrica de 2010 que obriria el debat de l'ús de la tecnologia per a determinar els gols o no, en referència a les errades d'arbitratge que van patir Anglaterra i Mèxic.

### Comentaris masclistes del 2004 sobre el futbol femení
El 2004, Blatter va dir durant una entrevista al diari suís Sonntagsblick, quan se li va preguntar com augmentar la popularitat del futbol femení: «Que les dones juguin amb roba més femenina com ho fan al voleibol. Podrien, per exemple, tenir pantalons curts més ajustats. Les jugadores són boniques, si em disculpeu per dir-ho, i ja tenen regles diferents a les dels homes, com ara jugar amb una pilota més lleugera una estètica més femenina, així que per què no fer-ho a la moda?» Els seus comentaris van donar lloc a respostes acalorades.

### Copa del Món de la FIFA 2006
A la Copa del Món de la FIFA 2006, després d'un polèmic partit de segona ronda entre Portugal i Holanda, en què l'àrbitre Valentin Ivanov va emetre un rècord de 16 targetes grogues i quatre targetes vermelles, es va dir que Blatter va colpejar l'àrbitre arbitrant i va dir que Ivanov s'hauria d'haver donat una targeta groga per la seva mala actuació com a àrbitre. Més tard va dir que lamentava les seves paraules i va prometre disculpar-se oficialment amb Ivanov. La disculpa no es va donar mai i l'àrbitre va ser destituït.

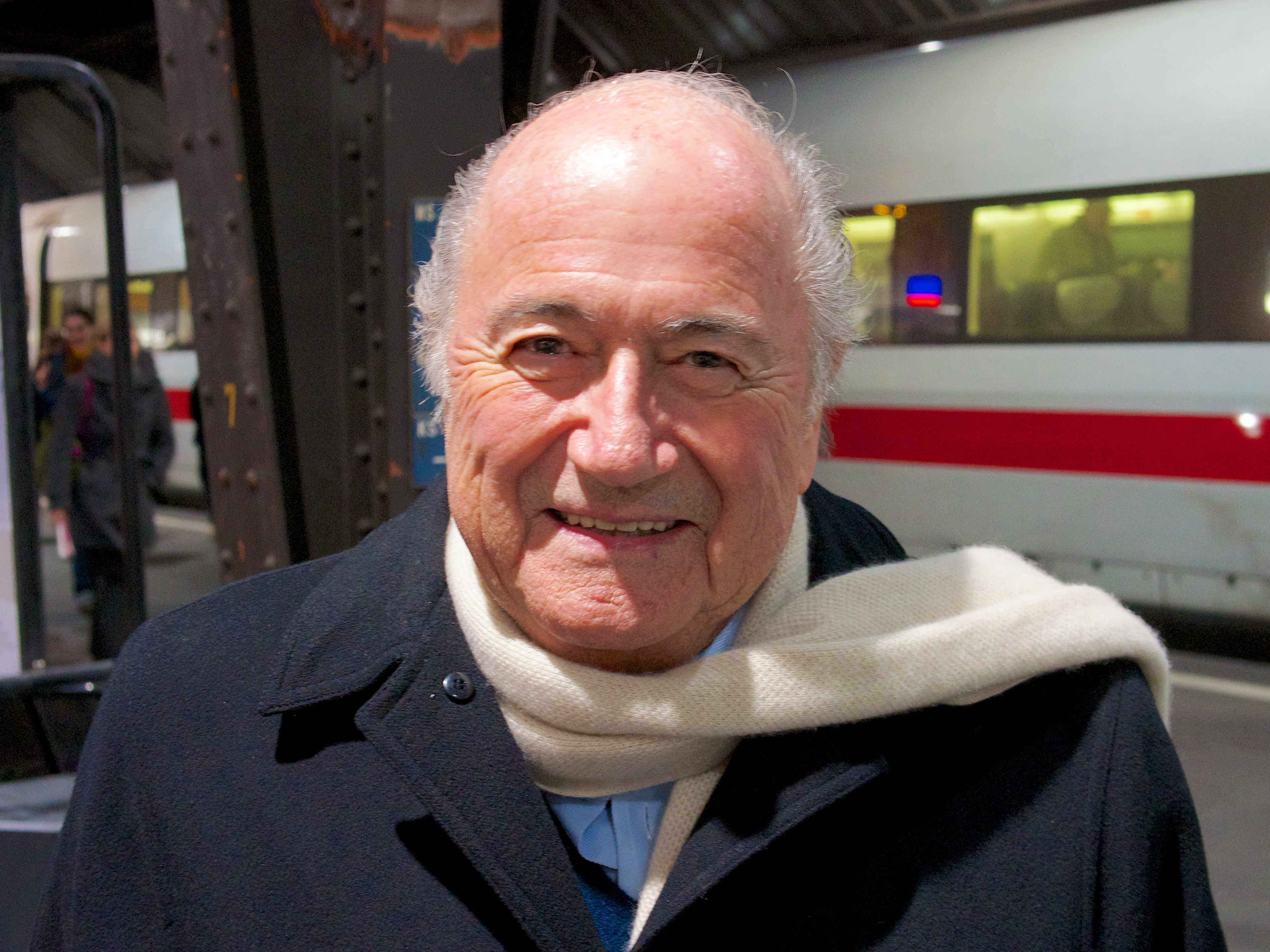
Blatter a l'estació de tren de Zuric el novembre de 2013

### Excés de representació estrangera als equips del club
Blatter va ser criticat el 2007 i el 2008 per intentar canviar la legislació laboral de la  Unió Europea pel que fa al nombre de jugadors estrangers que els clubs de futbol podrien presentar en qualsevol moment. Els seus plans eren establir una restricció de cinc jugadors estrangers i tenir sis jugadors de la pròpia nacionalitat d'aquest equip. Blatter creia que això ajudaria els equips nacionals dels països amb més jugadors nacionals jugant a les seves lligues.
Blatter s'ha referit sovint a la Premier League anglesa com un dels grans problemes del futbol i l'ha utilitzat com a exemple, a causa de la influència de jugadors, entrenadors i propietaris estrangers en els millors equips.

### Llocs escollits per la Copa del Món

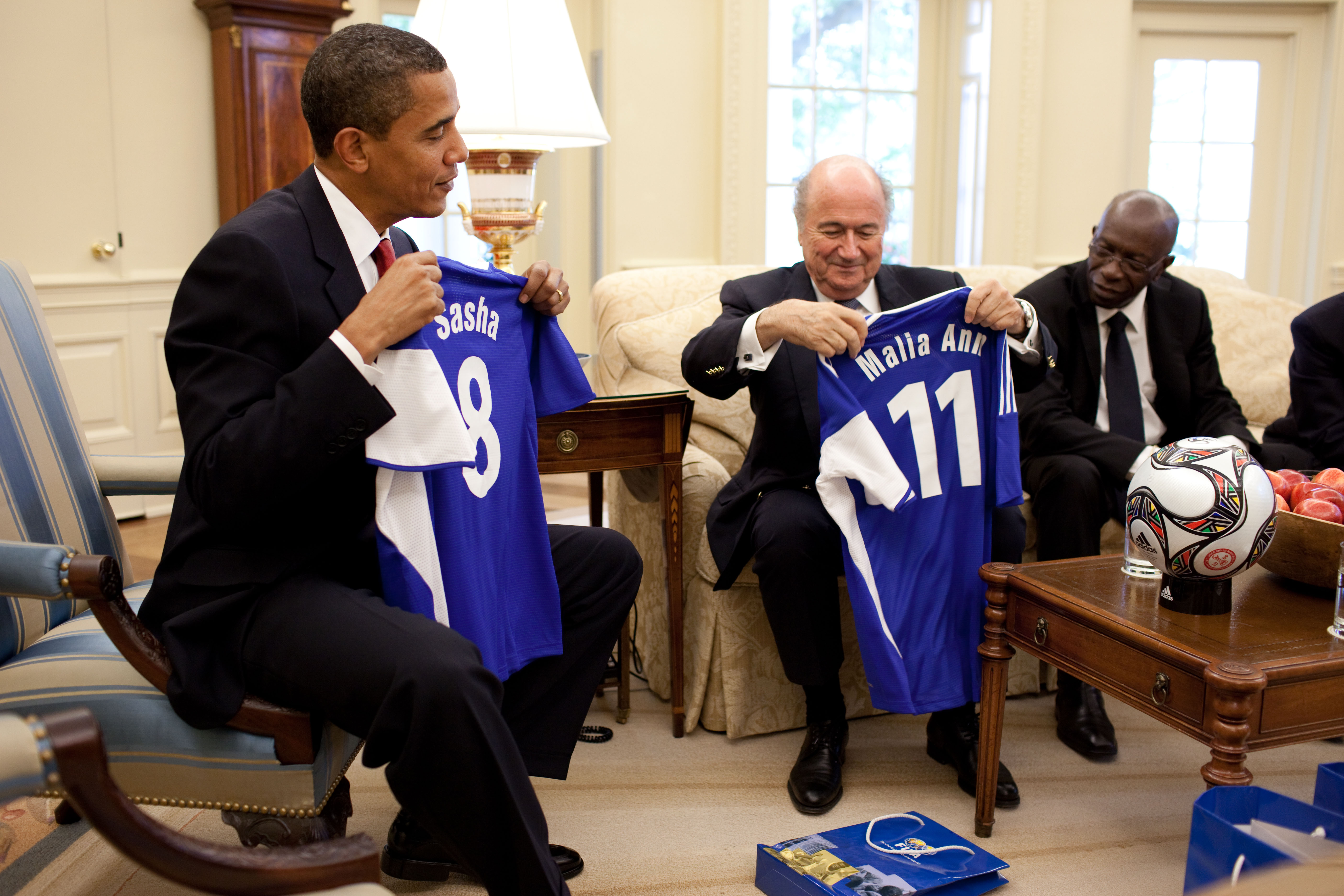
Blatter amb Barack Obama i Jack Warner. En la votació de la Copa del Món de la FIFA 2018 i 2022, el president dels Estats Units Obama va dir que la FIFA va prendre la decisió equivocada en adjudicar el torneig a Qatar el 2022.

Es va informar que Blatter havia tallat un acord no oficial amb el cap de la UEFA, Michel Platini per assegurar-se que Europa rebria la Copa del Món de 2018, de manera que si les ofertes no europees no es retiraven a partir del 2018 es trobarien congelades i no donades.
El març de 2009 es van presentar onze ofertes que cobreixen 13 nacions. Mèxic i Indonèsia es van retirar. Cinc de les nou ofertes restants —Corea del Sud, Qatar, Japó, Austràlia i els Estats Units— eren només per a la Copa del Món de 2022, mentre que totes les altres licitaven tant per a la Copa del Món de 2018 com per a la de 2022. Com que totes les ofertes per a la Copa del Món de 2018 eren de nacions europees, i les regles de la FIFA dicten que els països que pertanyen a confederacions que van acollir cap dels dos tornejos anteriors no són elegibles per organitzar, les ofertes d'Anglaterra, Rússia i Països Baixos/ Bèlgica i Espanya/Portugal es van veure obligades a ser només per al 2018.

### Assistència tecnològica
Les crítiques atretes per la negativa de Blatter a permetre la tecnologia de la línia de gol o les repeticions de vídeo es van intensificar després del controvertit gol anul·lat de Frank Lampard en el partit entre Anglaterra i Alemanya el 27 de juny de 2010.
Dos dies després, Blatter va declarar que lamentava els «errors evidents de l'àrbitre» en els partits Anglaterra-Alemanya i Mèxic-Argentina, i va demanar disculpes a l'Associació Anglesa de Futbol i a la Federació Mexicana de Futbol (les dues organitzacions directament afectades pels errors dels àrbitres), reconeixent que Lampard havia marcat efectivament contra Alemanya i que el gol de Tévez contra Mèxic havia estat marcat des de fora de joc.
Va afegir: «És obvi que després de les experiències fins ara en aquest Mundial seria una tonteria no tornar a obrir l'expedient sobre la tecnologia de la línia de gol. […] Sortirem amb un nou model al novembre sobre com per millorar els àrbitres d'alt nivell […] No puc revelar més del que estem fent, però s'ha de canviar alguna cosa».

### Eleccions presidencials de la FIFA 2011

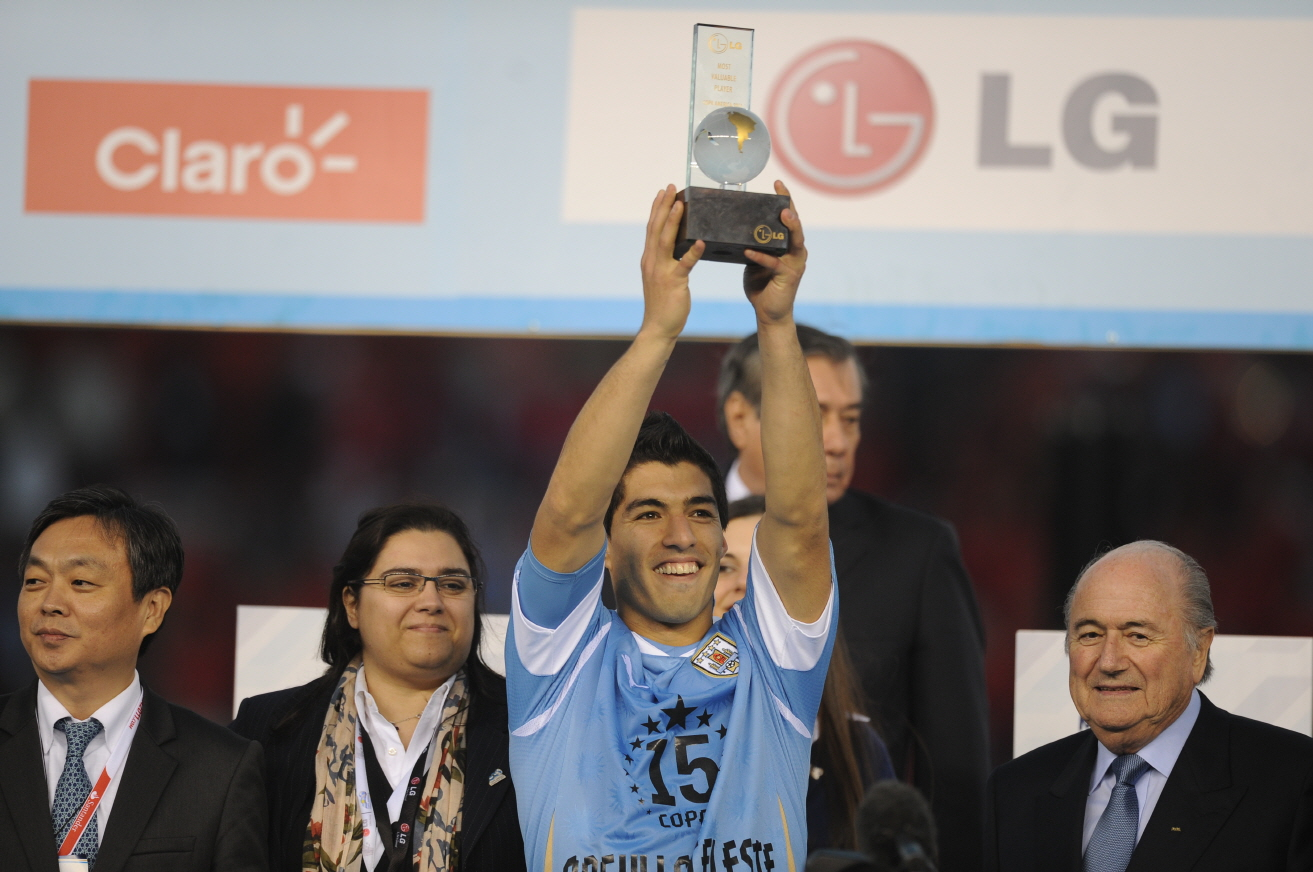
Blatter (dreta) amb Luis Suárez, el jugador del Torneig de la Copa Amèrica 2011.

L'any 2011 es van programar eleccions per a la presidència de la FIFA, en les quals Blatter va tornar a ser el candidat titular, presentant-se per quart mandat consecutiu. L'organització ChangeFIFA, el 29 de març de 2011, va avalar l'exdefensor xilè i durant tres anys consecutius al futbolista sud-americà de l'any Elías Figueroa com a candidat a la presidència, instant a les federacions nacionals a nomenar-lo, però, posteriorment, Figueroa va decidir no  acceptar la nominació, afirmant que «en un període tan curt no podria desenvolupar un cas digne de la magnitud i importància d'una feina tan distingida».
La votació va tenir lloc al 61è Congrés de la FIFA a Zúric. L'únic altre candidat, Mohammed bin Hammam de Qatar, es va retirar de la carrera presidencial el 28 de maig, just abans de la votació. Bin Hammam havia donat suport a les campanyes presidencials de Blatter de 1998 i 2002, però va admetre que s'havia enfrontat amb Blatter per qüestions dins del Comitè Executiu de la FIFA. El comitè d'ètica de la FIFA que va investigar les denúncies de suborn contra Bin Hammam i el cap de la CONCACAF, Jack Warner, va anunciar que Blatter no s'enfrontarà a una investigació per les denúncies que conegués el suborn i no hi va fer res, per manca de proves.
Blatter va criticar el Comitè Olímpic Internacional (COI), afirmant que la FIFA gestiona les seves finances com una mestressa de casa, després que el COI anunciés que investigaria les denúncies de corrupció contra Issa Hayatou, president de la Confederació Africana de Futbol.
En no haver-hi altres candidatures, Blatter es va presentar sense oposició a les eleccions presidencials següents i va ser reelegit per a un quart mandat, amb 186 dels 203 vots emesos. En la seva campanya, Blatter havia estipulat que, si fos reelegit el 2011, no es tornaria a presentar a la presidència. Blatter va rebre crítiques per no ajornar les seves eleccions de 2011 en què el seu mandat com a president de la FIFA es va allargar fins al 2015, malgrat que tots els altres candidats al càrrec havien estat suspesos o retirats.

### Denúncies de mala gestió financera
Enmig de divisions internes, l'adjunt del secretari general de la FIFA, Blatter, i antic protegit Michel Zen-Ruffinen, va elaborar un dossier de 30 pàgines on es descriu les denúncies de mala gestió financera dins de l'organització. L'expedient al·legava que l'enfonsament del soci de màrqueting de la FIFA, ISL, havia provocat pèrdues de fins a 100 milions de dòlars sota la gestió de Blatter.
Les acusacions van ser recolzades per Johansson, i l'expedient es va lliurar a les autoritats suïsses, però van excloure Blatter de qualsevol delicte i la FIFA va haver de pagar tots els costos. Blatter va aturar una investigació interna a la FIFA perquè els seus membres van trencar els acords de confidencialitat. Aquest comportament qüestionable el va portar a destituir Zen-Ruffinen del càrrec immediatament abans de la Copa del Món de la FIFA 2002.
L'abril de 2012, el Consell d'Europa va publicar un informe que deia que seria difícil d'imaginar que Blatter no hagués tingut coneixement de les sumes significatives pagades per ISSM/ISL a funcionaris de la FIFA sense nom en relació amb contractes lucratius per als drets de televisió de la Copa del Món. i la posterior fallida i col·lapse d'ISL el 2001. L'informe del Consell d'Europa serà considerat per més de 300 parlamentaris dels 47 estats membres del Consell d'Europa a Estrasburg.

### Lliurament de la Copa del Món 2018 i 2022
La polèmica va sorgir a la premsa britànica quan Rússia va rebre el premi de l'esdeveniment del 2018, amb Anglaterra rebent només dos dels seus vots promesos; aquesta polèmica va ser descartada per Blatter com els anglesos mostrant-se com a mals perdedors. L'adjudicació dels jocs de 2022 a Qatar també va ser polèmica. La il·legalitat de l'homosexualitat a Qatar va fer que Blatter fes broma dient que «diria que [els fans gais] haurien d'abstenir-se de qualsevol activitat sexual», que va provocar crítiques del jugador de bàsquet retirat John Amaechi i de grups de drets dels gais.

### Investigació del Comitè d'Ètica de la FIFA 2013
El 29 d'abril de 2013, el Comitè d'Ètica de la FIFA va concloure la seva investigació sobre les acusacions de pagaments il·legals a funcionaris de la FIFA per part de l'antic soci de màrqueting de l'organització, International Sports and Leisure (ISL), que va fer fallida el 2001, i va publicar el seu informe.
El president de la FIFA, Sepp Blatter, va ser absolt de qualsevol mala conducta, però el seu predecessor, el brasiler João Havelange, va dimitir com a president honorari de la FIFA per la seva participació en l'escàndol, ja que Havelange juntament amb els antics membres del Comitè Executiu de la FIFA Ricardo Teixeira i el doctor Nicolás Leoz eren es va trobar que va acceptar pagaments il·legals entre 1992 i maig de 2000. Una setmana abans que el comitè d'ètica de la FIFA anunciés les seves conclusions, Leoz, de 84 anys, havia renunciat al seu càrrec com a president de la Confederació Sud-americana de Futbol, invocant motius de salut.
Blatter, en un comunicat, «observa amb satisfacció» que l'informe confirma que «la conducta del president Blatter no es pot qualificar de cap manera com a mala conducta pel que fa a cap norma d'ètica». Va afegir que «no té cap dubte que la FIFA, gràcies al procés de reforma de la governança que [Blatter] va proposar ara té els mecanismes i mitjans per garantir que aquest problema no es torni a produir», tot i que ha admès que l'escàndol «ha causat un dany incalculable a la reputació de [FIFA]».

### Eleccions presidencials de la FIFA 2015, polèmica i renúncia

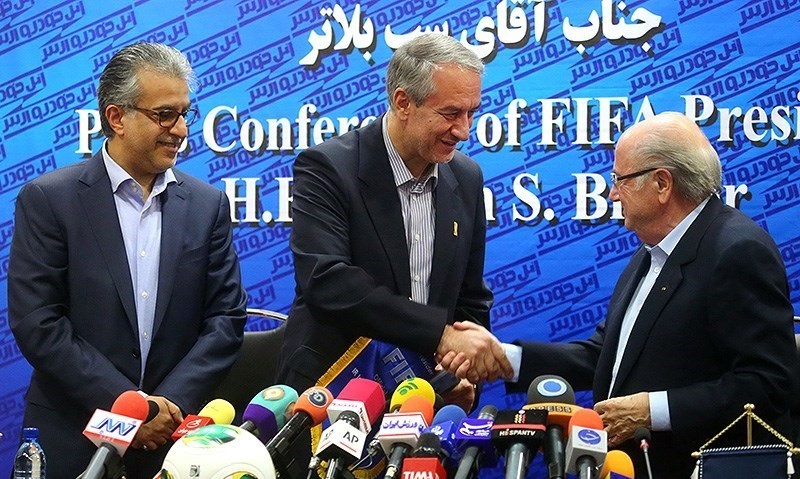
Blatter en una conferència de premsa amb els presidents de la Confederació Asiàtica de Futbol Salman Bin Ibrahim Al-Khalifa i la Federació de Futbol de la República Islàmica de l'Iran Ali Kafashian a Teheran

L'any 2015 es van programar eleccions per a la presidència de la FIFA, en les quals Blatter va tornar a ser el candidat titular, presentant-se per cinquè mandat consecutiu. El príncep Ali bin Hussein va ser el seu oponent a les eleccions.
La votació va tenir lloc al 65è Congrés de la FIFA a Zuric el 29 de maig de 2015. Cap dels dos partits va rebre la majoria necessària de dos terços dels vots de la primera volta i Blatter va rebre 133 contra els 73 del príncep Ali. Segons el reglament de la FIFA, s'hauria d'haver celebrat una segona volta per als dos candidats, amb una majoria simple suficient per a la victòria. Tanmateix, abans que comencés la segona ronda de votacions, el príncep Ali va anunciar la seva retirada, donant la victòria a Blatter per defecte.
El 2 de juny de 2015, la FIFA va convocar bruscament una conferència de premsa a la seu de Zuric, on Blatter va anunciar que renunciaria al càrrec de president de la FIFA enmig de l'escàndol de corrupció en curs.
Durant la roda de premsa, va dir: «El meu mandat no sembla estar recolzat per tothom» i va anunciar un congrés extraordinari previst el més aviat possible per escollir el seu successor. Blatter va anunciar que romandria en el càrrec fins que el seu successor pogués ser elegit al congrés extraordinari, que probablement se celebrarà entre desembre de 2015 i març de 2016. Va continuar amb les paraules: «Tot i que tinc un mandat dels membres de la FIFA, no crec que tingui un mandat de tot el món del futbol: els aficionats, els jugadors, els clubs, la gent que viu, respira, i estimem el futbol tant com tots a la FIFA».
Posteriorment, el 26 de juny Blatter va provocar especulacions que podria estar preparant-se per renegar d'aquesta renúncia, quan se li va citar que «no he dimitit, he posat el meu mandat en mans d'un congrés extraordinari». Això semblava contradir els seus comentaris del 2 de juny de 2015. A més, va dir que va dimitir «per treure la pressió de la FIFA i dels meus empleats, inclosa la pressió dels patrocinadors». Els informes especulaven que sembla que Blatter renunciarà al congrés extraordinari, tot i que la situació continua sent vaga.
El 25 de setembre, els investigadors suïssos van anunciar que estaven investigant Blatter en relació als pagaments fets al president de la UEFA, Michel Platini. Tot i que Blatter i Platini van negar qualsevol incorrecció al voltant dels pagaments, els principals patrocinadors de la FIFA Coca-Cola, Visa Inc., McDonald's i Budweiser van emetre declaracions públiques demanant que dimitiés pel bé de la FIFA.
El 8 d'octubre de 2015, va ser suspès de la FIFA durant 90 dies mentre es feien investigacions sobre els pagaments fets a Michel Platini. La FIFA va dir en un comunicat: «Els motius d'aquestes decisions són les investigacions que està duent a terme la sala d'investigació del comitè d'ètica». El 21 de desembre, el comitè d'ètica de la FIFA va prohibir tant a Blatter com a Platini del futbol durant vuit anys. El febrer de 2016, un comitè d'apel·lacions de la FIFA va confirmar la suspensió però la va reduir de vuit anys a sis. Platini va recórrer al Tribunal Europeu de Drets Humans, que va rebutjar el seu recurs.
El 22 de desembre de 2020, la FIFA va presentar una denúncia penal contra Blatter relacionada amb el seu paper en el projecte del Museu de la FIFA.

### Presumpta corrupció
El gener de 2013, la revista francesa France Football va destapar l'escàndol de corrupció conegut com a Cas Qatargate. Segons els autors del reportatge, Sepp Blatter hauria estat un dels deu principals actors en la compra de vots per a l'adjudicació de Qatar com a seu de la Copa del Món de Futbol de 2022.
El 2 de juny de 2015, només cinc dies després d'haver estat reelegit president de la FIFA, va renunciar al càrrec al·legant que no sentia tenir el suport del sector, i enmig d'una greu crisi de la institució després de la recent detenció de set alts càrrecs de la FIFA a Suïssa, a petició de la justícia estatunidenca, que els acusava de corrupció.
El desembre de 2015, el Comitè d'Ètica de la FIFA va sancionar a Sepp Blatter i el president de la UEFA, Michel Platini, a vuit anys d'inhabilitació per a exercir qualsevol activitat relacionada amb el futbol. La decisió tenia a veure amb el presumpte pagament de dos milions de francs suïssos que la FIFA hauria fet a Platini l'any 2011 i que Blatter no hauria pogut justificar.
El febrer de 2016, el comitè d'apel·lació de la FIFA va rebaixar-li de vuit a sis anys la pena d'inhabilitació, li va imposar una multa de 50.000 francs suïssos i va rebutjar la petició de l'òrgan d'instrucció d'inhabilitar-lo a perpetuïtat.
El juny de 2016 es va fer públic un informe de la FIFA que denunciava la corrupció del president Blatter i els seus dos últims secretaris generals, Jérôme Valke i Markus Kattner, que s'haurien embutxacat uns 80 milions de dòlars entre salaris fixos i primes durant els últims cinc anys.